# Sciapus trahens
Sciapus trahens är en tvåvingeart som först beskrevs av Frey 1925.  Sciapus trahens ingår i släktet Sciapus och familjen styltflugor. Inga underarter finns listade i Catalogue of Life.